# Кейс (царь Аргоса)
Кейс (иногда Кисс, др.-греч. Κεῖσος) — легендарный царь Аргоса из рода Гераклидов, правивший в XI веке до н. э.. По Эфору, основатель Аргоса.
Кейс был сыном царя Темена. Кейс начал своё правление с ужасного поступка, убив своего отца. По аргосской версии, приводимой Павсанием, он устроил заговор против отца и стал царем. По другой версии, он вместе с братьями составил заговор против отца, но неудачно. Однако вскоре после этого, царская власть в Аргосе была настолько сильно ограничена, что потомки Кейса фактически сохранили только имя царей, и вряд ли обладали реальной властью.
Отец Медонта, ставшего царем после него. Отец Флианта от Хтонофилы. Прапрадед Карана, царя Македонии (отец Фестия, дед Меропа, прадед Аристодама).